# Hipgnosis (zespół muzyczny)
Hipgnosis – polska grupa grająca rock progresywny i psychodeliczny pochodząca z Krakowa założona w 2005.

## Historia
Grupa powstała w 2005 w Krakowie. Zyskała uznanie w kręgach odbiorców rocka progresywnego wydanymi płytami Sky Is the Limit (2006) oraz koncertową Still Ummadelling (2007).
1 października 2007 roku ukazał się album „STILL UMMADELLING", zarejestrowany podczas koncertu w Radio Kraków. Zawierał on także premierową (studyjną) piosenkę „Wherever The Angels Fall”. Znany z debiutu materiał został przedstawiony w bardziej rockowych, odmiennych wersjach, pojawiło się też mnóstwo nowych fragmentów, w tym w finale wersja utworu zespołu Pink Floyd „Careful With That Axe, Eugene”. 
W 2011 roku ukazał się album Relusion.
Organizujące coroczny Festiwal Muzyki Progresywnej w Gniewkowie / Toruniu STOWARZYSZENIE INICJATYW NIEZALEŻNYCH „PROGRES” wybrało Relusion Progresywnym Albumem Roku 2011 i przyznało zespołowi wręczaną wtedy po raz pierwszy Nagrodę im. RoRo Roszaka.
Kolejny rok to rozszerzenie współpracy z jednym z najbardziej znanych współczesnych malarzy tworzących w nurcie zwanym „realizmem magicznym”, Tomaszem Sętowskim (którego obraz „Dwa Światy” wykorzystano na okładce Relusion), co doprowadziło do wyjątkowego koncertu Hipgnosis w galerii artysty oraz wydania winylowego boksu z całą studyjną dyskografią zespołu oraz albumem z obrazami.  
10-lecie zespołu muzycy uczcili wydaniem 4-płytowego zestawu pod tytułem „LIFE PLAYS NO ENCORES – Concertos And Non-Symphonies For A Space Rock Band - Box Of Official Bootlegs”.
15 listopada 2021 roku ukazał się najnowszy materiał pod tytułem „VALLEY OF THE KINGS”, który na dwóch CD zawiera 96 minut muzyki. 
Muzyka dostępna jest na nośnikach fizycznych oraz Bandcampie.

## Skład zespołu
- Sławek „SEQ” Ziemisławski – perkusja, instrumenty klawiszowe
- Anna „KUL” Batko – śpiew
- Przemek „IJON” Piekarz – instrumenty klawiszowe
- Piotr „PITU” Nodzeński – gitara basowa, śpiew
- Przemek „Przemo” Nodzeński – śpiew

Byli członkowie:
- Radosław „THUG Czapka – instrumenty klawiszowe
- Filip „GODDARD” Wyrwa – gitara, syntezator gitarowy
- Marcin Kruczek – gitara
- Paweł Góralczyk – gitara
- Dariusz Kamiński - gitara
- Marcin Sarewicz - gitara basowa

## Dyskografia
- 2006-05-15    SKY IS THE LIMIT                        CD   (Studio Hipgnosis-Art & Music Corner)
- 2006-06-15    EP                                                 EP   (Studio Hipgnosis-Art)
- 2007-10-01    STILL UMMADELLING – LIVE     CD   (Studio Hipgnosis-Art & Rock Serwis)
- 2011-11-04    RELUSION                                    CD    (Studio Hipgnosis-Art)
- 2012-12-08   RESSURECTION STONE             3 LPs + Sętowski paintings album  (Audio Cave)
- 2013-06-01   SKY IS THE LIMIT                         LP          (Audio Cave)
- 2013-06-01   RELUSION                                    2 LPs     (Audio Cave)
- 2015-05-01   LIFE PLAYS NO ENCORES         DVD + 3CDs box  (Studio Hipgnosis-Art)
- 2021-11-15   VALLEY OF THE KINGS               2 CDs    (Studio Hipgnosis-Art & Lynx Music)